# Liste der Naturdenkmale in Frankfurt am Main
Die Liste der Naturdenkmale in Frankfurt am Main nennt die in Frankfurt am Main gelegenen Naturdenkmale. Sie sind nach § 28 Bundesnaturschutzgesetz geschützt.

## Liste der Naturdenkmäler in Frankfurt am Main
| Bild                                    | Bezeichnung                                 | Ortsteil, Lage                                                                                 | Beschreibung | Art                            | Nr. |
| --------------------------------------- | ------------------------------------------- | ---------------------------------------------------------------------------------------------- | --- | ------------------------------ | --- |
| mehr Fotos \| Fotos hochladen           | Baum- und Strauchgruppe an der Berger Warte | Seckbach 50° 9′ 35″ N, 8° 44′ 18″ O                                                            | Etwa 2500 m² großes Feldgehölz ringförmig um die Berger Warte. Vogelschutzgehölz aus Feldahorn, Robinie und Holunder, früher auch Pyramidenpappeln.                                                                               | Vogelschutzgehölz              |     |
| Fotos hochladen                         | Baumlohhohl am Berger Rücken                | Bergen-Enkheim 50° 10′ 14″ N, 8° 45′ 55,4″ O                                                   | Etwa 1,5 Hektar großes Feldgehölz am Berger Rücken im Norden von Bergen-Enkheim. Aus einem Hohlweg und Hecken entstandenes Vogelschutzgehölz aus verschiedenen Laubbaumarten sowie Fichtenpflanzung.                              | Vogelschutzgehölz              |     |
| mehr Fotos \| Fotos hochladen           | Eschersheimer Linde                         | Eschersheim 50° 9′ 12″ N, 8° 39′ 39″ O                                                         | Über 300 Jahre alte, 25 m hohe Winterlinde mit 5 m Stammumfang. | Winterlinde                    |     |
| Fotos hochladen                         | Feldgehölz am Fechenheimer Mainbogen        | Fechenheim 50° 6′ 46,1″ N, 8° 46′ 25,9″ O                                                      | 2500 m² große Gehölzgruppe in offener Landschaft auf der rechten Mainseite. Vogelschutzgehölz aus Robinien, Weiden, Erlen, Schwarzdorn, Brombeeren und Holunder.                                                                  | Vogelschutzgehölz              |     |
| mehr Fotos \| Fotos hochladen           | Ginkgo in Rödelheim                         | Rödelheim 50° 7′ 26,2″ N, 8° 36′ 50,2″ O                                                       | Etwa 260 Jahre alter, 18 m hoher Ginkgo neben dem Petrihaus im Brentanopark. Auch „Goethe-Ginkgo“ genannt. | Ginkgo                         |     |
| Fotos hochladen                         | Grastränke im Oberwald                      | Babenhäuser Landstraße 50° 4′ 30,4″ N, 8° 42′ 50,3″ O                                          | Vogelschutzgehölz im Stadtwald mit einem Weiher. Darin eine umgestürzte über 150 Jahre alte, einst ca. 29 m hohe Stieleiche. | Vogelschutzgehölz, Stiel-Eiche |     |
| Fotos hochladen                         | Hängebuche auf dem Hauptfriedhof            | Frankfurt-Nordend, Eckenheimer Landstraße 50° 7′ 57,4″ N, 8° 41′ 5,3″ O                        | Etwa 170 Jahre alte, 21 m hohe Hängebuche mit einem Stammumfang von 4,15 m. Am südwestlichen Friedhofseingang „Altes Portal“. | Hängebuche                     |     |
| Direkt Bild zu diesem Denkmal hochladen | Hemlocktannengruppe im Stadtwald            | Koordinaten fehlen! Hilf mit.                                                                  | Drei 16 bis 23 m hohe Hemlocktannen (Tsuga canadensis) im Stadtwald südöstlich der Oberschweinstiege. | Hemlocktanne                   |     |
| Direkt Bild zu diesem Denkmal hochladen | Kaisertannen im Stadtwald                   | Koordinaten fehlen! Hilf mit.                                                                  | Etwa 50 ca. 280 Jahre alte Kiefern (Pinus silvestris) beiderseits des Hainerwegs zwischen Babenhäuser und Darmstädter Landstraße im Stadtwald.                                                                                    | Waldkiefer                     |     |
| Fotos hochladen                         | Kastanie am Schäferköppel                   | Nieder-Erlenbach 50° 13′ 17,6″ N, 8° 43′ 18,9″ O                                               | Etwa 110 Jahre alte, 17 m hohe Rosskastanie mit 5,30 m Stammumfang am Schäferköppel. | Rosskastanie                   |     |
| Fotos hochladen                         | Kopfweiden am Berger Rücken                 | Bergen                                                                                         | 25 Kopfweiden in den Weichwiesen nordöstlich von Bergen. | Silber-Weide                   |     |
| Fotos hochladen                         | Lindengruppe in Nieder-Erlenbach            | Nieder-Erlenbach, Neue Fahrt (2×); Kapersburgstraße (1×) 50° 12′ 8,1″ N, 8° 42′ 24,1″ O        | Drei über 100 Jahre alte Winterlinden auf dem Friedhof von Nieder-Erlenbach. | Winterlinde                    |     |
| Fotos hochladen                         | Platane in Höchst                           | Höchst 50° 5′ 53,9″ N, 8° 32′ 54″ O                                                            | Über 180 Jahre alte, etwa 21 m hohe Platane an der „Batterie“ in Höchst. Der bizarr gewachsene Baum mit stark geknicktem Stamm in einer Grünanlage ist ortsbildprägend.                                                           | Ahornblättrige Platane         |     |
| Fotos hochladen                         | Preungesheimer Baum- und Kopfweiden         | Preungesheim 50° 9′ 34,4″ N, 8° 42′ 0,4″ O                                                     | 9 etwa 100 Jahre alte Kopfweiden an der A 661 zwischen Eckenheim und dem Preungesheimer Dreieck. | Silber-Weide                   |     |
| Fotos hochladen                         | Rosskastanie von Nieder-Erlenbach           | Nieder-Erlenbach 50° 12′ 10,1″ N, 8° 41′ 37″ O                                                 | Über 120 Jahre alte Rosskastanie abseits der Wege in der offenen Landschaft zwischen Nieder-Erlenbach und Nieder-Eschbach. | Rosskastanie                   |     |
| mehr Fotos \| Fotos hochladen           | Sausee in Seckbach                          | Seckbach 50° 8′ 19,9″ N, 8° 43′ 40,9″ O                                                        | Etwa 3500 m² großer See südlich von Seckbach. Ehemaliger Altarm des Mains. Früher von Schweinehirten genutzt, heute Amphibienbiotop.                                                                                              | Biotop                         |     |
| mehr Fotos \| Fotos hochladen           | Schloßplatzeiche in Höchst                  | Höchst, Höchster Schloßplatz 50° 5′ 55,3″ N, 8° 32′ 51,9″ O                                    | Über 150 Jahre alte, ca. 13 m hohe Stieleiche vor dem Eingang zum Zollhaus auf dem Schloßplatz in Höchst. | Stiel-Eiche                    |     |
| mehr Fotos \| Fotos hochladen           | Schwanheimer Alteichen                      | Schwanheim 50° 4′ 56,3″ N, 8° 35′ 23,3″ O                                                      | Ca. 30 zwischen 600 und 1000 Jahre alte Stieleichen im nördlichen Stadtwald | Stiel-Eiche                    |     |
| BW                                      | Sommerlinden in Niederursel                 | Niederursel 50° 10′ 4,8″ N, 8° 36′ 54″ O                                                       | Zwei 20 bis 25 m hohe Sommerlinden am Eingang des Friedhofs von Niederursel. | Sommerlinde                    |     |
| mehr Fotos \| Fotos hochladen           | Sossenheimer Friedenseiche                  | Sossenheim, Wiesenfeldstraße 50° 7′ 6,7″ N, 8° 34′ 5,9″ O                                      | 1871 gepflanzte, 18 m hohe Stieleiche mit einem Stammumfang von 4,60 m am ehemaligen Dorfrand von Sossenheim. Nach einem Blitzschlag vor einigen Jahren hat der Baum einen Riss, der sich von der Krone bis zu den Wurzeln zieht. | Stiel-Eiche                    |     |
| Direkt Bild zu diesem Denkmal hochladen | Starkeichen im Stadtwald                    | Koordinaten fehlen! Hilf mit.                                                                  | Zwei über 180 Jahre alte knorrige Stieleichen mit 4,50 m und 5,60 m Stammumfang südöstlich der Oberschweinstiege. | Stiel-Eiche                    |     |
| Fotos hochladen                         | Stieleiche in Nieder-Erlenbach              | Nieder-Erlenbach 50° 12′ 4,6″ N, 8° 42′ 50,1″ O                                                | Über 100 Jahre alte Stieleiche mit ca. 4,55 m Stammumfang auf dem Gelände des evangelischen Regionalverbands. | Stiel-Eiche                    |     |
| Fotos hochladen                         | Stieleiche in Sachsenhausen                 | Sachsenhausen, Ecke Oberer Schafhofweg/Sachsenhäuser Landwehrweg 50° 5′ 7,4″ N, 8° 40′ 35,8″ O | 140 bis 160 Jahre alte, 25 m hohe Stieleiche mit 4,20 m Stammumfang. Der auch „Paradieseiche“ genannte Einzelbaum wird von Hirschkäfern bewohnt.                                                                                  | Stiel-Eiche                    |     |
| Direkt Bild zu diesem Denkmal hochladen | Tulpenbäume im Stadtwald                    | Koordinaten fehlen! Hilf mit.                                                                  | Vier etwa 21 m hohe Tulpenbäume südöstlich der Oberschweinstiege, entlang eines Grabens zwischen Jacobiweiher und der Darmstädter Landstraße.                                                                                     | Tulpenbaum                     |     |
| Fotos hochladen                         | Weißdorn                                    | Wolfsgangstraße 4 50° 7′ 31,9″ N, 8° 40′ 51,6″ O                                               | Außergewöhnlich großer Weißdorn in einem Hinterhof im Nordend. | Weißdorn                       |     |

## Liste von ehemaligen Naturdenkmälern in Frankfurt am Main
| Bild           | Bezeichnung                                   | Beschreibung | Art         | Ortsteil          | Adresse                                  |
| -------------- | --------------------------------------------- | --- | ----------- | ----------------- | ---------------------------------------- |
| weitere Bilder | Frankfurter Hauptfriedhof, Gewann C, Rotbuche | Der etwa 1867 gepflanzte Baum wurde bereits 1914 unter Schutz gestellt und ab 1937 als Naturdenkmal Nr. 9 von Frankfurt am Main geführt. Wegen eines rasch fortschreitenden Pilzbefalls wurde der Baum im März 2006 gefällt                                                         | Rotbuche    | Frankfurt-Nordend | Rat-Beil-Straße Lage                     |
|                | Sindlinger Friedenseiche                      | 1871 gepflanzte, 22 m hohe Stieleiche mit einem Kronendurchmesser von über 30 m und einem Stammumfang von 4,60 m. Der den Stadtteil prägende Baum wurde 1937 unter Schutz gestellt und musste im Januar 2016 gefällt werden. Damit erlischt auch der Schutzstatus als Naturdenkmal. | Stiel-Eiche | Sindlingen        | Ecke Farbenstraße / Allesinastraße Lage  |
|                | Spitzahorn am Fechenheimer Mainbogen          | Über 150 Jahre alter Spitzahorn am rechten Mainufer im Fechenheimer Mainbogen. Der Baum wurde Anfang 2020 gefällt, der Stamm war durch Fäule geschädigt und nicht mehr verkehrssicher.                                                                                              | Spitzahorn  | Fechenheim        | am Südende der Starkenburger Straße Lage |

## Belege
1. ↑  
Naturdenkmale. Stadt Frankfurt am Main, abgerufen am 28. Februar 2020.
2. ↑  
Gesetzliche Grundlage der Naturdenkmale. Stadt Frankfurt am Main, abgerufen am 28. Februar 2020.
3. ↑  Baum- und Strauchgruppe an der Berger Warte bei par.frankfurt.de, der früheren Website der Stadt Frankfurt am Main
4. ↑  Baumlohhohl am Berger Rücken auf der Website der Stadt Frankfurt am Main
5. ↑  Eschersheimer Linde auf der Website der Stadt Frankfurt am Main
6. ↑  Feldgehölz am Fechenheimer Mainbogen bei par.frankfurt.de, der früheren Website der Stadt Frankfurt am Main
7. ↑  Ginkgo in Rödelheim auf der Website der Stadt Frankfurt am Main
8. ↑  Grastränke im Oberwald (Memento vom 25. Februar 2020 im Internet Archive) auf der Website der Stadt Frankfurt am Main
9. ↑  Hängebuche auf dem Hauptfriedhof auf der Website der Stadt Frankfurt am Main
10. ↑  Hemlocktannengruppe im Stadtwald bei par.frankfurt.de, der früheren Website der Stadt Frankfurt am Main
11. ↑  Kaisertannen im Stadtwald (Memento vom 25. Februar 2020 im Internet Archive) auf der Website der Stadt Frankfurt am Main
12. ↑  Kastanie am Schäferköppel auf der Website der Stadt Frankfurt am Main
13. ↑  Kopfweiden am Berger Rücken auf der Website der Stadt Frankfurt am Main
14. ↑  Lindengruppe in Nieder-Erlenbach auf der Website der Stadt Frankfurt am Main
15. ↑  Platane in Höchst auf der Website der Stadt Frankfurt am Main
16. ↑  Preungesheimer Baum- und Kopfweiden bei par.frankfurt.de, der früheren Website der Stadt Frankfurt am Main
17. ↑  Rosskastanie von Nieder-Erlenbach bei par.frankfurt.de, der früheren Website der Stadt Frankfurt am Main
18. ↑  Sausee in Seckbach bei par.frankfurt.de, der früheren Website der Stadt Frankfurt am Main
19. ↑  Schloßplatzeiche in Höchst auf der Website der Stadt Frankfurt am Main
20. ↑  Schwanheimer Alteichen auf der Website der Stadt Frankfurt am Main
21. ↑  Sommerlinden in Niederursel auf der Website der Stadt Frankfurt am Main
22. ↑  Sossenheimer Friedenseiche auf der Website der Stadt Frankfurt am Main
23. ↑  Starkeichen im Stadtwald bei par.frankfurt.de, der früheren Website der Stadt Frankfurt am Main
24. ↑  Stieleiche in Nieder-Erlenbach auf der Website der Stadt Frankfurt am Main
25. ↑  Stieleiche in Sachsenhausen auf der Website der Stadt Frankfurt am Main
26. ↑  Tulpenbäume im Stadtwald bei par.frankfurt.de, der früheren Website der Stadt Frankfurt am Main
27. ↑  Weißdorn auf der Website der Stadt Frankfurt am Main
28. ↑  Frankfurter Hauptfriedhof:  Alte Rotbuche (Memento vom 29. Oktober 2015 im Internet Archive)
29. ↑  Ein Frankfurter Naturdenkmal muss weichen. Spitzahorn am Fechenheimer Mainbogen droht umzufallen. Stadt Frankfurt am Main, 6. Februar 2020, abgerufen am 26. Februar 2021.

- Karte mit allen Koordinaten:
- OSM |
- WikiMap